# Jamiat Ulema-e-Hind
Die Jamiat Ulema-e-Hind ist eine der wichtigsten islamischen Organisationen in Indien. Sie wurde 1919 gegründet und beruhte von Anfang an auf den Prinzipien der Deobandi-Schule. In der Zeit von Britisch-Indien kämpfte die Organisation gegen den Kolonialismus und für ein geeintes Indien, und wandte sich gegen die Gründung eines eigenen Staates für Muslime in Indien. Ihr erster Präsident Husain Ahmad Madani leitete die Organisation von 1919 bis zu seinem Tod 1957. Er arbeitete eng mit dem Indischen Nationalkongress zusammen, bis die Teilung Indiens vollzogen wurde. Eine Gruppe unter Shabbir Ahmad Usmani (1887–1949) sprach sich für den Aufbau von Pakistan aus, spaltete sich 1945 ab und unterstützte die Muslimliga.
Gegenwärtiger Generalsekretär ist Maulana Mahmood Madani. Er hat eine Fatwa gegen Terrorismus erlassen: «Wir müssen dem Terrorismus ein Ende setzen, denn im Namen der Terrorbekämpfung wird der gesamte Islam diskreditiert».